# Manish (groupe)
Pour les articles homonymes, voir Manish.
Manish est un duo de J-pop féminin, actif de 1992 à 1998, avec au chant Misuzu Takahashi (高橋美鈴) et aux claviers Mari Nishimoto (西本麻里).

## Discographie

### Singles
- 1992 : 恋人と呼べないDistance
- 1993 : 声にならないほどに愛しい
- 1993 :  素顔のままKISSしよう
- 1993 :  君が欲しい全部欲しい
- 1993 :  眠らない街に流されて
- 1993 :  だけど止められない
- 1994 : もう誰の目も気にしない
- 1994 :  明日のStory
- 1994 : 走り出せLonely Night
- 1995 : 煌めく瞬間に捕われて
- 1996 : この一瞬という永遠の中で…
- 1996 : 君の空になりたい

### Albums
- 1993 : Manish
- 1994 : Individual
- 1996 Cheer!

### Compilations
- 1998 : Manish best - Escalation -
- 2002 : Complete of Manish at the Being studio
- 2007 : Best of best 1000